# カスティノ
カスティノ（伊: Castino）は、イタリア共和国ピエモンテ州クーネオ県にある、人口約500人の基礎自治体（コムーネ）。

## 地理

### 位置・広がり

#### 隣接コムーネ
隣接するコムーネは以下の通り。括弧内のATはアスティ県所属を示す。
- ボルゴマーレ
- ボージア
- コルテミーリア
- マンゴ
- ペルレット
- ロッケッタ・ベルボ
- トレッツォ・ティネッラ
- ヴェージメ (AT)

## 行政

### 分離集落
カスティノには、以下の分離集落（フラツィオーネ）がある。
- Campetto, Sant'Elena, San Bovo